# 506

506(오백육)은 505보다 크고 507보다 작은 자연수다.

## 수학
- 합성수로, 그 약수는 1, 2, 11, 22, 23, 46, 253, 506이다. 진약수의 합은 358이므로, 506은 부족수다.
- 62번째 쐐기수다. 앞의 쐐기수는 498, 다음 쐐기수는 518이다.
- 11번째 십일각수다. 앞의 십일각수는 415, 다음은 606이다.
- {\displaystyle 506=22\times 23}
  - 연속하는 두 자연수의 곱으로 나타낼 수 있으며, 이 성질을 지닌 앞의 수는 462, 다음 수는 552이다.
- {\displaystyle 506=1^{2}+2^{2}+3^{2}+4^{2}+5^{2}+6^{2}+7^{2}+8^{2}+9^{2}+10^{2}+11^{2}}
  - 11번째 사각뿔수로, 11 이하의 모든 자연수의 제곱합이다. 앞의 사각뿔수는 385, 다음은 650이다.
- {\displaystyle 506=1^{2}+8^{2}+21^{2}}
  - 처음 세 팔각수의 제곱합으로, 연속하는 세 팔각수의 제곱합으로 나타낼 수 있는 가장 작은 수다. 이 성질을 지닌 다음 수는 2105다.
- {\displaystyle 45^{2}-1}은 506으로 나누어떨어진다.

## 과학
- NGC 506(영어판): 물고기자리 방향에 있는 항성.

## 교통
- 일본 506번 국도: 나하 공항에서 오키나와현 나카가미군 니시하라정까지 이어지던 일본의 과거 국도. 현재 나하 공항 자동차도(일본어판)로 지정되어 있다.
- 현도 제506호선

## 군사
- U-506(영어판, 독일어판): 제2차 세계 대전에 사용된 나치 독일의 군용 잠수함.

## 문화유산
- 대한민국의 보물 제506호: 담양 남산리 오층석탑
- 대한민국의 사적 제506호: 순천 송광사

## 기타
- 날짜: 5월 6일
- 연도: 506년, 기원전 506년